# 施特鲁登高地区瓦尔德豪森
施特鲁登高地区瓦尔德豪森是奥地利上奥地利州佩尔格县的一个市镇。总面积46.7平方公里，总人口2921人，人口密度62.5人/平方公里（2005年）。